# 石井宏 (野球)
石井 宏（いしい ひろし、1963年10月17日 - ）は、北海道帯広市出身の元プロ野球選手（投手、内野手）。

## 来歴・人物

### プロ入り前
北海道日大高では、1981年春の選抜にチームの主戦投手として出場。1回戦で高松商に9回裏逆転サヨナラ負けを喫した。同年のプロ野球ドラフト会議でロッテオリオンズから4位指名を受けるが、大学で教員免許の取得を希望していたため拒否し、日本大学に進学。東都大学野球リーグでは優勝には届かなかったが、リーグ通算55試合に登板し19勝27敗、防御率2.49、223奪三振という成績を残す。1983年春季リーグは駒大に次ぐ2位（同勝点、勝率差）となるが、7勝2敗、71奪三振を記録するなど活躍。最優秀投手とベストナインに選ばれ、同年の日米大学野球選手権大会にも出場した。4年では主将を務めた。一年上のチームメイトに遊撃手の和田豊がいた。
1985年のプロ野球ドラフト会議で、伊東昭光の外れ1位で阪急ブレーブスから指名を受ける。希望する球団ではなかった為迷いがあり、高校時代の監督へ相談したところ、「評価してくださった球団に感謝して、頑張って見ては」と後を押され入団する。

### プロ野球選手時代
1年目の1986年6月、2度目の先発（対 日本ハムファイターズ）で7回途中まで投げ初勝利を挙げる。
2年目の1987年にはウエスタン・リーグで最多勝を獲得したが、一軍では1勝に終わり、通算2勝3敗と活躍できず。故障の影響もあって1988年より内野手に転向するが、一軍出場機会はなく、同年オフに自由契約選手となった。
翌年、阪神タイガースに投手として入団テストに合格し移籍。しかし、二軍でも8試合のみの登板に終わり、1年で再度自由契約となりこの年限りで引退した。

### プロ野球選手引退後
引退後、打撃投手を打診されていたが教師になるという思いがあったため断った。日本大学在学中に高校2級・中学1級保健体育教員免許を取得していたが、高校野球指導者を目指すにも、プロ・アマ規定（当時は10年間の教職を得て許可される／その後2年間に短縮）の壁があり長く実現できなかった。

### アマチュア指導者時代
自ら50歳までを期限に設け野球部監督のオファーを待ち続け、知人の紹介を経て2011年11月に京都両洋高等学校の教諭となり、2012年4月に同校女子硬式野球部監督に就任した。2016年3月末で同校を退職。高齢の両親の事を考え、北海道への帰還を考えていた矢先、札幌新陽高等学校より声がかかり、翌4月より同校の保健体育教諭となり、2017年度に東北・北海道初となる女子硬式野球部が同校に誕生する際、初代監督に就任した。
2019年の選手権大会では全国ベスト4に導いたが2021年3月末で札幌新陽高校を退職、4月からは女子硬式野球クラブチームのホーネッツ・レディースのGMに就任し、喜茂別町と連携協定を結んだ。8月からは、喜茂別町地域プロジェクトマネージャーとして、町の活性化事業にも携わる事となる。しかし、翌年3月に契約を解除され、ホーネッツ・レディースGMも辞任した。　
2023年1月に創設した、岩見沢市の企業イザナホールディングス(川原悟代表取締役)が運営する、女子硬式野球クラブチーム、イザナ・アマテラーズの監督に就任した。
将来のプロ野球チーム創設を目指して活動する事となった。
しかし、選手が集まらずに、2024年5月に退職。6月から、東京都世田谷区にある科学技術学園高等学校よりオファーがあり、軟式野球部顧問、保健体育教師として、指導する事となった。
現在までの教え子には、現在の阪神タイガースWomenの高塚南海(引退)、田口真奈、浅野桜子や女子野球日本代表の小島也弥（九州ハニーズ)、札幌新陽高校女子プロ野球選手第一号の亀田織音(現在は札幌国際大学女子硬式野球部)がいる。

## 詳細情報

### 年度別投手成績
| 年 度     | 球 団     | 登 板 | 先 発 | 完 投 | 完 封 | 無 四 球 | 勝 利 | 敗 戦 | セ 丨 ブ | ホ 丨 ル ド | 勝 率 | 打 者 | 投 球 回 | 被 安 打 | 被 本 塁 打 | 与 四 球 | 敬 遠 | 与 死 球 | 奪 三 振 | 暴 投 | ボ 丨 ク | 失 点 | 自 責 点 | 防 御 率 | W H I P |
| --------- | --------- | ----- | ----- | ----- | ----- | -------- | ----- | ----- | -------- | ----------- | ----- | ----- | -------- | -------- | ----------- | -------- | ----- | -------- | -------- | ----- | -------- | ----- | -------- | -------- | ------- |
| 1986      | 阪急      | 7     | 4     | 0     | 0     | 0        | 1     | 2     | 0        | --          | .333  | 118   | 25.1     | 31       | 2           | 15       | 0     | 2        | 8        | 0     | 0        | 21    | 17       | 6.04     | 1.82    |
| 1987      | 阪急      | 3     | 2     | 0     | 0     | 0        | 1     | 1     | 0        | --          | .500  | 52    | 11.1     | 15       | 3           | 5        | 0     | 0        | 6        | 0     | 0        | 9     | 9        | 7.15     | 1.76    |
| 通算：2年 | 通算：2年 | 10    | 6     | 0     | 0     | 0        | 2     | 3     | 0        | --          | .400  | 170   | 36.2     | 46       | 5           | 20       | 0     | 2        | 14       | 0     | 0        | 30    | 26       | 6.38     | 1.80    |

### 記録
- 初登板：1986年5月24日、対ロッテオリオンズ6回戦（阪急西宮球場）、4回1死から2番手で救援登板、4回2/3を1失点
- 初先発登板：1986年6月1日、対ロッテオリオンズ9回戦（川崎球場）、4回2/3を4失点で勝敗つかず
- 初勝利・初先発勝利：1986年6月8日、対日本ハムファイターズ10回戦（後楽園球場）、6回1/3を2失点

### 背番号
- 20（1986年 - 1988年）
- 52（1989年）